# Simuladores inmersivos
El simulador inmersivo es un género de videojuegos que enfatiza la elección del jugador al momento de afrontar una misión. Una característica común (pero no necesaria) de este género de videojuegos es el uso de sistemas que responden a una amplia variedad de acciones de jugadores y a su vez una amplia variedad de habilidades de los jugadores, permitiendo así que el juego admita soluciones distintas y creativas a los problemas. De este modo se consigue el efecto de no limitar al jugador, permitiendo que superare cierto punto del juego de maneras imprevistas por los creadores.
Los videojuegos inmersivos también suelen permitir múltiples enfoques e incorporar elementos de distintos géneros de videojuegos, incluidos los juegos de rol, el sigilo, los juegos de acción en primera persona y los juegos de plataforma. Aunque normalmente tienen mundos más pequeños que los juegos de mundo abierto, algunos también permiten un juego abierto, lo que permite al jugador progresar en cualquier orden y perseguir misiones secundarias junto con las misiones de la historia principal. Los simuladores inmersivos normalmente se asocian con los juegos desarrollados por Looking Glass Studios. Los mayores ejemplos de este género son: Ultima Underworld: The Stygian Abyss, Thief, Thief 2, Dishonored, Prey, System Shock, System Shock 2, Deus Ex, entre otros.

## Concepto
Los simuladores inmersivos normalmente piden al jugador superar niveles y completar misiones. Sin embargo, permiten flexibilidad en los medios por los cuales, el jugador consigue superarlos. 
Por ejemplo, el nivel puede requerir del usuario pasar un puesto de guardia. Sin embargo, las posibles formas de hacerlo no están estrictamente definidas, sino que el usuario imaginariamente puede sobornarlo, convencerlo, noquearlo, dormirlo, etcétera, y todas estas funcionarían, aunque posteriormente acarrearan distintas consecuencias cada una. A propósito de este efecto de consecuencia, por ejemplo, Dishonored introdujo un sistema de "caos" que ajustaba la forma en que se comportarían los guardias enemigos debido a la cantidad de violencia y perturbación que un jugador había hecho anteriormente en el juego, lo que desalentaba a los jugadores a probar diferentes tácticas para evitar que los futuros encuentros fueran más difíciles. Este sistema se eliminó para Dishonored: Death of the Outsider, así como las misiones opcionales para fomentar enfoques alternativos a los principales.
Warren Spector, parte de Looking Glass Studios, dijo que los simuladores inmersivos crean la sensación de que "estás ahí, nada se interpone entre tu y la creencia de que estás en un mundo alternativo". Muchos de los desarrolladores clave de simuladores los comparan con los juegos de mesa como Dungeons & Dragons organizados por un buen gamemaster, o con los juegos de rol de acción en vivo, ya que hay un conjunto de sistemas de reglas para mantenerlo como un juego, pero el juego reacciona a las acciones de los jugadores en lugar de forzar al jugador a ajustarse a una acción específica.
Mark Brown, de la serie de YouTube Game Maker's Toolkit, identificó que una característica diferenciadora clave de los simuladores inmersivos es que no usan eventos fácilmente programables. En su lugar, utilizan una serie consistente de reglas y sistemas a lo largo del juego. El jugador puede explotar estos sistemas consistentes para completar los objetivos de manera única e impredecible, con el juego reaccionando a las decisiones del jugador. Brown usa el ejemplo de ser capaz de disparar flechas de cuerda (para trepar) en cualquier superficie en el Thief: The Dark Project (1998), mientras que el juego Thief (2014) limitó las ubicaciones en las que se podrían usar, eliminando los elementos simuladores inmersivos. Rick Lane, de PC Gamer, observó que mientras que los juegos anteriores de la serie The Elder Scrolls no eran simuladores inmersivos, The Elder Scrolls IV: Oblivion hizo la transición de la serie a un simulador inmersivo.
Los conceptos de los simuladores inmersivos están diseñados para que los jugadores se imaginen a sí mismos como parte de un mundo coherente, y los juegos que utilizan filosofías de simulación inmersiva no necesitan tener sistemas de juego normalmente atribuidos a dicho género. Un ejemplo notable es Gone Home, un juego de exploración narrativa en el que el jugador examina el estado y los objetos en una casa para reconstruir una historia de eventos que sucedieron allí anteriormente, pero que por lo demás tiene muy pocas mecánicas de juego. Steve Gaynor, de The Fullbright Company, que desarrolló Gone Home, comparó su enfoque con los juegos de Looking Glass Studios, afirmando que "realmente se trata de esta sensación de estar en un lugar y de los diseñadores que confían en que progresarás de manera significativa.".
Entre los títulos más recientes en implementar de manera íntegra los fundamentos clásicos de un simulador inmersivo se encuentran Deus Ex: Mankind Divided (2016), Dishonored 2 (2016), Prey (2017), así como más contemporáneamente Weird West (2022), y el remake de System Shock (2023).